# 暴政
| ウィキペディアには「暴政」という見出しの百科事典記事はありません（タイトルに「暴政」を含むページの一覧/「暴政」で始まるページの一覧）。 代わりにウィクショナリーのページ「暴政」が役に立つかもしれません。 |